# Arachnothera everetti
Papa-aranhas-do-bornéu ou aranheiro-de-peito-listrado (Arachnothera everetti) é uma espécie de ave da família Nectariniidae.
Pode ser encontrada nos seguintes países: Brunei, Indonésia e Malásia.
Os seus habitats naturais são: florestas subtropicais ou tropicais húmidas de baixa altitude e regiões subtropicais ou tropicais húmidas de alta altitude.